# 谷原
谷原（やはら）は、東京都練馬区の町名。現行行政地名は谷原一丁目から六丁目。住居表示実施済み区域である。元の読みは「やわら」。

## 地理
練馬区のほぼ中心部に位置する地域。北部を光が丘（北東）・高松・土支田（北西）、南部を高野台、東部を高松、西部を三原台南西を石神井町と接する。

### 地価
住宅地の地価は、2025年（令和7年）1月1日の公示地価によれば、谷原2-6-5の地点で37万4000円/m2、谷原4-16-14の地点で33万2000円/m2となっている。

## 歴史
旧・武蔵国豊島郡石神井村谷原在家（やわらざいけ）、後の谷原村（やわらむら）。
1889年（明治22年）、谷原村は町村制施行により石神井村大字谷原（やわら）となる。1932年（昭和7年）、東京市への編入に伴い当時の板橋区に所属し、同区石神井谷原町（しゃくじいやわらちょう）一丁目および二丁目となり、1949年（昭和24年）1月1日に冠称を外して練馬区谷原町（やわらちょう）一・二丁目となった。
1965年（昭和40年）4月1日に住居表示を施行し、谷原町二丁目の目白通りより北の部分の大半に、北田中町・土支田町・高松町のそれぞれ一部を編入して境界整理を行い、現行の谷原（やはら）一丁目から六丁目までが誕生した。谷原町二丁目の目白通りより南は高野台、谷原町一丁目および谷原町二丁目の目白通りより北の部分の残りは富士見台となった。
地名は旧村名に由来するが、読みは住居表示施行時に変更している。なお、谷原小学校（1957年開校）・谷原中学校（1977年開校）の読みはいずれも「やわら」であり、両校のホームページのURLもyawaraとなっている。

## 世帯数と人口
2025年（令和7年）4月1日現在（練馬区発表）の世帯数と人口は以下の通りである。
| 丁目       | 世帯数    | 人口     |
| ---------- | --------- | -------- |
| 谷原一丁目 | 1,057世帯 | 2,238人  |
| 谷原二丁目 | 883世帯   | 1,755人  |
| 谷原三丁目 | 865世帯   | 2,056人  |
| 谷原四丁目 | 838世帯   | 2,012人  |
| 谷原五丁目 | 1,448世帯 | 3,275人  |
| 谷原六丁目 | 1,026世帯 | 2,267人  |
| 計         | 6,117世帯 | 13,603人 |

### 人口の変遷
国勢調査による人口の推移。
| 年                 | 人口   |
| ------------------ | ------ |
| 1995年（平成7年）  | 8,750  |
| 2000年（平成12年） | 9,459  |
| 2005年（平成17年） | 10,263 |
| 2010年（平成22年） | 11,684 |
| 2015年（平成27年） | 12,346 |
| 2020年（令和2年）  | 13,193 |

### 世帯数の変遷
国勢調査による世帯数の推移。
| 年                 | 世帯数 |
| ------------------ | ------ |
| 1995年（平成7年）  | 3,258  |
| 2000年（平成12年） | 3,692  |
| 2005年（平成17年） | 4,016  |
| 2010年（平成22年） | 4,781  |
| 2015年（平成27年） | 4,881  |
| 2020年（令和2年）  | 5,499  |

## 学区
区立小・中学校に通う場合、学区は以下の通りとなる。
| 丁目       | 番地 | 小学校             | 中学校             |
| ---------- | ---- | ------------------ | ------------------ |
| 谷原一丁目 | 全域 | 練馬区立高松小学校 | 練馬区立谷原中学校 |
| 谷原二丁目 | 全域 | 練馬区立谷原小学校 | 練馬区立谷原中学校 |
| 谷原三丁目 | 全域 | 練馬区立北原小学校 | 練馬区立谷原中学校 |
| 谷原四丁目 | 全域 | 練馬区立北原小学校 | 練馬区立谷原中学校 |
| 谷原五丁目 | 全域 | 練馬区立谷原小学校 | 練馬区立谷原中学校 |
| 谷原六丁目 | 全域 | 練馬区立北原小学校 | 練馬区立谷原中学校 |

## 交通
西部の三原台との境界付近に関越自動車道 練馬インターチェンジがある。

### 谷原交差点
| 東京都道8号標識   | 東京都道24号標識  |
| 東京都道441号標識 | 東京都道443号標識 |

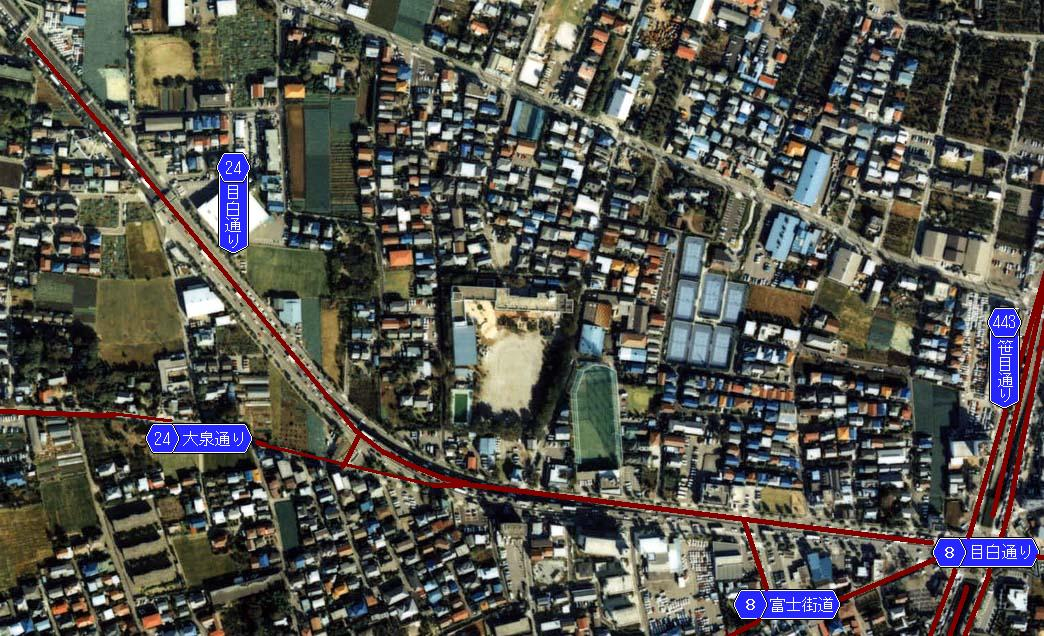
谷原交差点（右側）航空写真。。

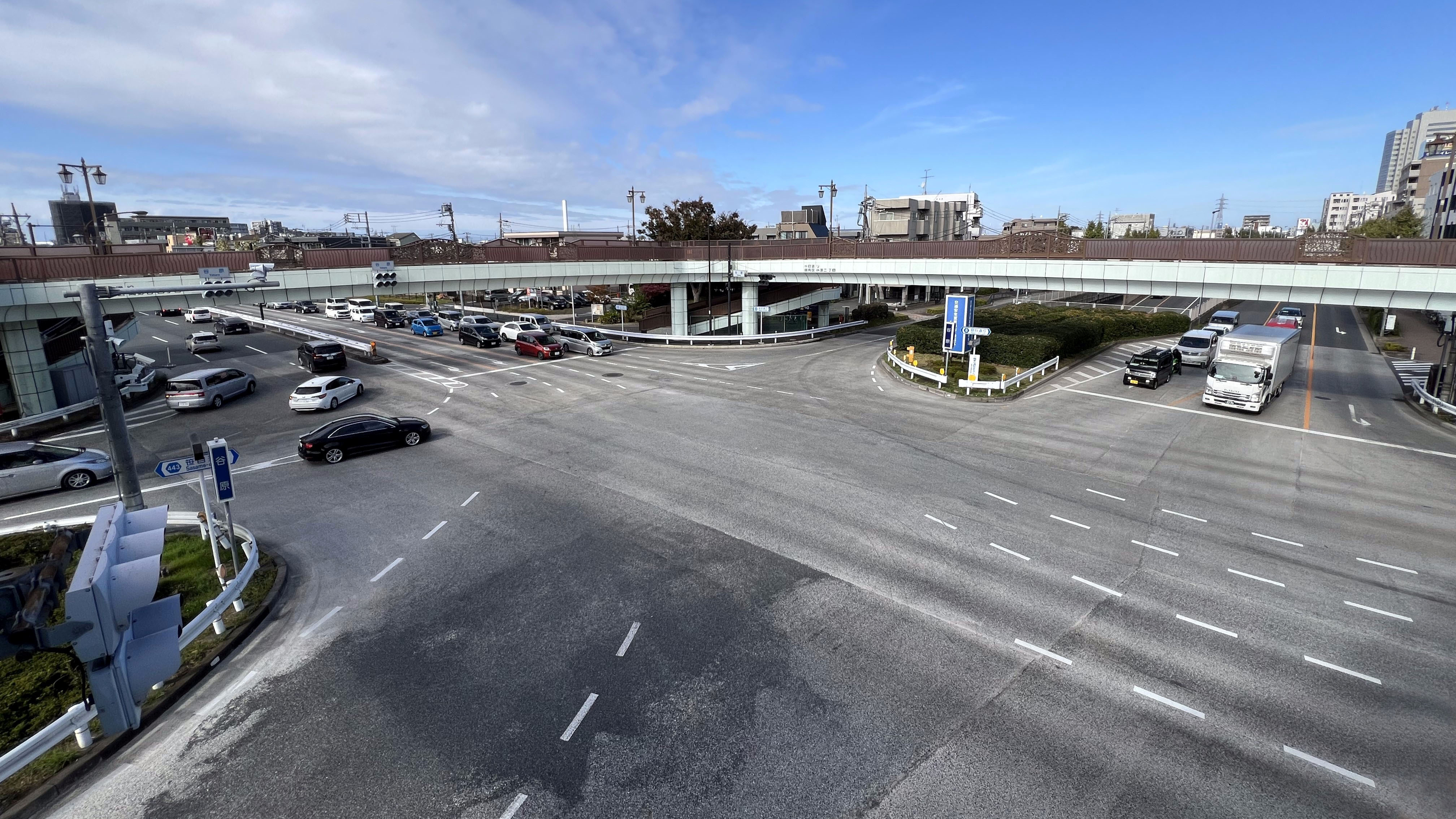
谷原交差点

谷原交差点（やはらこうさてん）は、東京都練馬区谷原にある東京都道8号千代田練馬田無線（目白通り上り→富士街道下り）、東京都道24号練馬所沢線（目白通り下り、大泉街道）、東京都道441号池袋谷原線（富士街道上り）、東京都道443号南田中町旭町線（笹目通り）の交差点である。
東京都道24号練馬所沢線、東京都道441号池袋谷原線においてはこの交差点を起点とする。目白通り、富士街道はこの交差点を境に道路名が変わる。
都心方面から関越自動車道練馬インターチェンジ、東京外環自動車道大泉インターチェンジに至るにはこの交差点を通過する必要があり、夜間・早朝を除き渋滞が頻発する。

### 鉄道
| 隣接街区の駅                                                                                    | バス移動等で利用可能の駅   |
| ----------------------------------------------------------------------------------------------- | -------------------------- |
| 西武池袋線 - 練馬高野台駅(SI 09) 西武池袋線 - 石神井公園駅(SI 10) 都営大江戸線 - 光が丘駅(E 38) | 東武東上線 - 成増駅(TJ 10) |

- エイトライナー ｰｰｰ 同地区を対象とした路線構想で一部経路の候補

## 事業所
2021年（令和3年）現在の経済センサス調査による事業所数と従業員数は以下の通りである。
| 丁目       | 事業所数  | 従業員数 |
| ---------- | --------- | -------- |
| 谷原一丁目 | 70事業所  | 700人    |
| 谷原二丁目 | 66事業所  | 644人    |
| 谷原三丁目 | 45事業所  | 606人    |
| 谷原四丁目 | 70事業所  | 746人    |
| 谷原五丁目 | 85事業所  | 882人    |
| 谷原六丁目 | 53事業所  | 271人    |
| 計         | 389事業所 | 3,849人  |

### 事業者数の変遷
経済センサスによる事業所数の推移。
| 年                 | 事業者数 |
| ------------------ | -------- |
| 2016年（平成28年） | 384      |
| 2021年（令和3年）  | 389      |

### 従業員数の変遷
経済センサスによる従業員数の推移。
| 年                 | 従業員数 |
| ------------------ | -------- |
| 2016年（平成28年） | 3,638    |
| 2021年（令和3年）  | 3,849    |

## 施設

### 1丁目
- 東本願寺真宗会館
- 東京ガス練馬整圧所 - 20,000 m3の高圧ガスホルダー6基がある。1957年（昭和32年）11月11日開設[15]。それ以前は東京都農事試験場の板橋分場（1938年-1949年）[16]、東京都農業協同組合中央会の原種農場（1954年-1963年）[17]があった。
- 練馬区立総合体育館 - 1972年（昭和47年）開設[18]。

### 2丁目
- 練馬区立谷原小学校

### 4丁目
- 練馬区立北原小学校
- 練馬区立谷原中学校

### 6丁目
- 練馬清掃工場 - 1958年（昭和33年）開設[18]。
- 三軒寺 - 1928年（昭和3年）に築地本願寺より移転してきた、真龍寺、宝林寺、敬覚寺の総称[18]。

## その他

### 日本郵便
- 郵便番号 : 177-0032[3]（集配局 : 石神井郵便局[19]）。